# Santa Maria "Regina Pacis" a Monte Verde (titolo cardinalizio)
Santa Maria Regina Pacis a Monte Verde (in latino: Titulus Sanctæ Mariæ Reginæ Pacis in Monte Viridi) è un titolo cardinalizio istituito da papa Paolo VI nel 1969. Il titolo insiste sulla chiesa di Santa Maria Regina Pacis, sita nel quartiere Gianicolense e sede parrocchiale dal 25 marzo 1932.
Dal 27 agosto 2022 il titolare è il cardinale Oscar Cantoni, vescovo di Como.

## Titolari
- Joseph Parecattil (30 aprile 1969 - 20 febbraio 1987 deceduto)
- Antony Padiyara (28 giugno 1988 - 23 marzo 2000 deceduto)
- Francisco Álvarez Martínez (21 febbraio 2001 - 5 gennaio 2022 deceduto)
- Oscar Cantoni, dal 27 agosto 2022